# Besam
Besam är en svensk leverantör av automatiska dörrlösningar med 1 500 anställda i 24 säljbolag runt om i världen. 
Förutom de 26 säljbolagen använder Besam sig av försäljning med hjälp av olika distributörer i ytterligare 55 länder.
Besam producerar karuselldörrar, skjutdörrar och slagdörrar. Produktionsenheter finns i Sverige, Tjeckien, USA och Kina.
Förutom produktion har även Besam service på dels sina egna dörrlösningar, men även konkurrenters.

## Historik
Besam grundades 1962 i Landskrona av Bertil Samuelsson. och det är inledningarna av hans för- och efternamn som givit namn åt bolaget där han var verksam fram till sin pensionering 1998.
Efter att Bertil Samuelsson ägt bolaget de inledande åren köptes Besam 1967 av Investment AB Promotion och 1984 noterades Besam på börsen.
Investment AB Promotion bytte senare namn till Investment AB Bahco och 1991 lämnade Industrivärden ett offentligt erbjudande om att köpa samtliga aktier i Investment AB Bahco. Fr o m den 1 januari 1992 redovisades Investment AB Bahco som dotterbolag till Industrivärden. Detta medförde att Besam blev en del av Industrivärden-koncernen och placerades i deras industrigrupp Inductus.
2002 avyttrade Industrivärden hela Besam-innehavet för ca 3,1 miljarder kronor till Assa Abloy-koncernen. Besam blev därmed ett helägt dotterbolag inom denna koncern som 2006 bildade divisionen Assa Abloy Entrance Systems. I denna division ingår (uppgift från 2023) varumärken som Besam, Crawford, Albany och Megadoor.
I november 2009 beslutade koncernledningen att all verksamhet i Landskrona skulle läggas ned och flyttas till Tjeckien från 2010 och två år framåt.